# Andrea Mocenigo
Andrea Mocenigo (Venezia, 1473 – Padova, 4 aprile 1542) è stato un politico e storico italiano cittadino della Repubblica di Venezia.
Fu importante personalità veneziana che ricoprì diversi incarichi, tra i quali il più prestigioso fu quello di avogadore di comune per la Serenissima tra la fine nel XIII d.C. e la metà del secolo.

## Biografia
Mocenigo era discendente di un importante casato, anche il padre e i fratelli appartevano all'elitè cittadina, gli furono anche assegnate ambascerie, come quella nel 1503 presso la corte di Giulio II e quella ancor più delicata sei anni dopo per far revocare l'interdetto emanato contro Venezia che scomunicava tutti i cittadini, seguita alla vicenda della Guerra della Lega di Cambrai, oltre un severo accordo che imponeva la restituzione dei territori dello Stato della Chiesa che la Serenissima aveva occupato e il pagamento di un indennizzo. Queste vicende il Mocenigo le narrerà in una sua opera del 1562 di carattere storico: La guerra di Cambrai fatta a’ tempi nostri in Italia.
Il 28 novembre 1491 viene accolto tra i membri del massimo organo politico della Repubblica di Venezia, il Maggior Consiglio, il cui accesso riservato alla famiglie patrizie spalancava le porte all'attività politica. Non si dedico, solo alla carriera politica, ma approfondì gli studi seguendo gli insegnamenti di stimati precettori. In particolare rivolse la sua attenzione ai classici e  di questo periodo è la traduzione dal latino del poema di Esiodo Teogonia.
Si laurea nell'ateneo di Padova nel 1503. Tra i suoi docenti si annoverava l'umanista Pietro Pomponazzi e in occasione del matrimonio di questo scrive una delle prime opere in versi l'Epithalamion, che ha avuto una storia editoriale problematica restando ignoto per lungo tempo. Infarcita di eruditi riferimenti mitologici, mostra la sua venerazione per il docente. Di questi anni universitari è anche l'Enchiridion che colleziona sue deduzione in materia teologica e filosofica e mostra la competenza raggiunta da Mocenigo sia nelle lingue classiche sia in filosofia.
Risale al 1511 la stampa dell'opera in latino con dedica a papa Giulio II  Pentatheucon che tratta di questioni teologiche.
Assorbito dall'attività politica, lo scrittore non rinuncia alla scrittura e di questo periodo la composizione della Guerra del Cambrai che ripercorre gli accadimenti di quegli anni, del convolgimento delle potenze italiane e quelle europee contrapposte a Venezia e del tentativo di soffocare la crescita prepotente in atto della Serenissima.
Al fine di propagandare il punto di vista veneziato, il governo lagunare decide di sviluppare gli studi storiografici, concedendo nel 1515 l'accesso ai suoi preziosi archivi al Mocenigo per consentigli di procedere nella stesura del suo trattato, imponendogli alcune prescrizioni. Quando si era convinto di essere stato scelto per il nuovo prestigioso incarico di storiografo pubblico, questo fu affidato ad altro studioso Andrea Navagero cui fu chiesto di proseguire nella stesura delle vicende storiche veneziane precedentemente narrate da Marco Antonio Sabellico e ora sospese.
Questa decisione ferì lo scrittore, seccato anche del fatto che il Navagero non diede seguito ad alcuna pubblicazione e della delusione diede conto nel Bellum Cameracense che ottenne l'autorizzazione alla pubblicazione da parte del Consiglio dei dieci nel 1518 e edita nel 1525. Lo scritto storico in lingua latina, troverà una trasposizione in volgare italiano con il titolo La guerra di Cambrai fatta a’ tempi nostri in Italia. Il Bellum Cameracense racconta le vicessitudini che coinvolgono Venezia dal secolo XIII fino al 1517.
Protagonisti diversi Stati italiani, come il Ducato di Milano, e potenze straniere, tra cui spicca la Francia interessata a intervenire nelle cose italiane. Seguendo la lezione dello storico romano Sallustio, Mocenigo mostra insofferenza dei vari attori presenti sullo scacchiere verso l’ascesa dei lagunari e la volontà di ridimensionarne le ambiziose, non nascondendo gli errori commessi dal governo veneziano, cui lui stesso aveva personalmente partecipato facendo parte dell’aristocrazia.
L'autore non lesina critiche al Doge Francesco Foscari e alla strategia politica di incrementare i provvedimenti veneti, invece di proseguire nella redditizia attività mercantile. Questo atteggiamento causò preoccupazione e irritazione delle corti confinanti, che portò alla dolorosa sconfitta Battaglia di Agnadello. Pensiero peraltro condiviso anche dal patrizio Girolamo Priuli nei suoi Diari.
Alla disfatta era seguita una ripresa che l'utore assegna allo spirito e l'intraprendenza dei veneziani che sepperò risollevarsi dal momento di crisi. Non mancano gli inviti patriottici contro le mire straniere in favore della «libertà d’Italia dalla franciosa tirannia».
Negli anni a seguire la posizione del politico fu gratificata con una serie di nomine ai vertici della Serenissima; dal 1527 senatore, quattro anni dopo avogadore e infine podestà di Padova. Nella località patavina scompare il 4 aprile 1542.

## Vita privata
Mocenigo si coniugò con Chiara Duodo di ascendenze aristocratiche nel 1519. Dall'unione nacquero quattro eredi: Leonardo, Maria, Giambattista, che fu abate e canonico di Padova, e Girolamo, che seguì le orme paterne occupandosi di politica.

## Opere
- Epithalamion
- Enchiridion
- Pentatheucon
- La guerra di Cambrai fatta a' tempi nostri in Italia, Venezia, 1562